# نویمارکت ایم مولکرایس
نویمارکت ایم مولکرایس (به آلمانی: Neumarkt im Mühlkreis) یک منطقهٔ مسکونی در اتریش است که در ناحیه فرایشتات واقع شده‌است. نویمارکت ایم مولکرایس ۴۶٫۷ کیلومتر مربع مساحت دارد ۶۳۲ متر بالاتر از سطح دریا واقع شده‌است.